# Anaspis maculata
Anaspis maculata is een keversoort uit de familie bloemspartelkevers (Scraptiidae). De wetenschappelijke naam van de soort is voor het eerst geldig gepubliceerd in 1785 door Fourcroy.